# Steve Lamacq

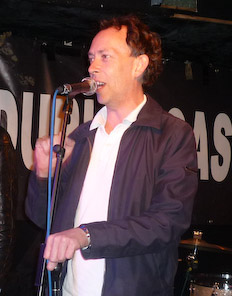
Steve Lamacq

Steve Lamacq (ur. 16 października 1965 roku w Bournemouth, w Wielkiej Brytanii) – angielski dziennikarz radiowy, DJ, obecnie pracujący w stacjach radiowych BBC 6 Music i BBC Radio 2.
Znany jest również ze swoich przezwisk – "Lammo" (nadał mu go John Peel) oraz "The Cat".